# 校異源氏物語
『校異源氏物語』（こういげんじものがたり）は、池田亀鑑編著による『源氏物語』の研究書。『源氏物語』の伝本群を「青表紙本」「河内本」「別本」に分類し、青表紙原本＝定家本の現存する巻はこれを底本とし、他の巻は大島本と池田本を用いて、各系統の有力諸本の校異を一覧できるようにした校本である。

## 概要
1942年（昭和17年）10月25日刊行。『源氏物語』主要本文の校異を示した「校異篇」のみの全5巻。のちに『源氏物語大成』全8巻として公刊され、この「校異篇」に加え、「索引篇」、「研究篇」、「資料篇」、「図録篇」を付して発展的に増補される。『源氏物語』の本格的な学術的校本としては初の公刊でありながら、当時としては精度も高く、刊行後半世紀を数えてもなお、今日の『源氏物語』研究に参照不可欠の書となっている。
協力者に、池田門下の戦前の高弟である、松田武夫、大津有一、松尾聰、鈴木知太郎、桜井祐三、石清水尚、春名好重（斎藤秀雄）、清田正喜、松村誠一、萩谷朴、中性哲、木田園子ら二十余名を擁して作成されたことが知られる。